# Regular Show: Der Film
Regular Show: Der Film (Originaltitel: Regular Show: The Movie) ist ein US-amerikanischer Zeichentrickfilm, welcher auf der Serie Regular Show – Völlig abgedreht basiert. Die Deutschlandpremiere des Films war am 17. Januar 2016 auf dem deutschen Cartoon-Network-Ableger. In den USA hatte der Film am 25. November 2015 seine Premiere.

## Handlung
Der Film beginnt in der Zukunft im Weltall. Rigby gründete eine Widerstandsbewegung und kämpft gegen einen bösen Cyborg und dessen Armee, welcher auch Mordecai, der selbst ein Cyborg ist, angehört. Nachdem sich beiden Fronten bekämpfen und sich der Kampf für Rigby als aussichtslos erweist, flüchtet Rigby zu seinem Raumschiff/Zeitmaschine mit dem Gedanken, in die Vergangenheit zu reisen und den Vergangenheits-Mordecai und der Vergangenheits-Rigby vor der drohenden Gefahr in der Zukunft zu warnen.

## Produktion
Der Ersteller J.G. Quintel wurde während der Produktion der vierten Staffel seiner Serie angefragt, ob er eine 40-minütige Spezialfolge für diese machen wolle. Dieses Angebot lehnte J.G. Quintel ab und fragte stattdessen, ob er einen Film machen dürfe. Dieser Anfrage wurde stattgegeben.
Die Produktion des Films begann im Jahr 2014. Angekündigt wurde der Film am 19. Februar 2015. Der erste Trailer zum Film wurde am 10. Juli 2015 auf der San Diego Comic-Con International vorgestellt.
J.G. Quintel bestätigte, dass die Geschichte des Films zwischen der Mitte der sechsten Staffel und dem Anfang der siebten Staffel der Serie spielt.

## Synchronisation
Alle Synchronsprecher aus der Serie sind auch im Film vertreten.
| Rolle              | Englischer Synchronsprecher | Deutscher Synchronsprecher |
| ------------------ | --------------------------- | -------------------------- |
| Mordecai           | J.G. Quintel                | Karlo Hackenberger         |
| Rigby              | William Salyers             | Rainer Fritzsche           |
| Mr. Ross           | Jason Mantzoukas            | ?                          |
| Benson             | Sam Marin                   | Oliver Siebeck             |
| Skips              | Mark Hamill                 | Matti Klemm                |
| Pops               | Sam Marin                   | Michael Pan                |
| Muskelmann         | Sam Marin                   | Michael Deffert            |
| Gib-mir-fünf-Geist | J.G. Quintel                | Sven Plate                 |

## Auszeichnungen

### Behind the Voice Actors 2015
- Nominierung in der Kategorie „Beste männliche Stimme in einem TV-Spezial, Direct-to-Video oder Theaterstück“ für J.G. Quintel[4]
- Nominierung in der Kategorie „Beste männliche Stimme in einem TV-Spezial, Direct-to-Video oder Theaterstück“ für William Salyers[4]
- Gewonnene Auszeichnung in der Kategorie „Bestes Sprecherensemble in einem TV-Spezial, Direct-to-Video oder Theaterstück“ für den Film[4]